# Estação Xola
A Estação Xola é uma das estações do Metrô da Cidade do México, situada na Cidade do México, entre a Estação Viaducto e a Estação Villa de Cortés. Administrada pelo Sistema de Transporte Colectivo, faz parte da Linha 2.
Foi inaugurada em 1º de agosto de 1970. Localiza-se no cruzamento da Estrada de Tlalpan com a Rua Xola. Atende os bairros Moderna e Álamos, situados na demarcação territorial de Benito Juárez. A estação registrou um movimento de 7.785.715 passageiros em 2016.